# 225076 Vallemare
225076 Vallemare è un asteroide della fascia principale. Scoperto nel 2007, presenta un'orbita caratterizzata da un semiasse maggiore pari a 3,1013594 UA e da un'eccentricità di 0,0844659, inclinata di 11,63250° rispetto all'eclittica.